# ADO Den Haag in het seizoen 2016/17 (vrouwen)
Het seizoen 2016/2017 was het 10e jaar in het bestaan van de Haagse vrouwenvoetbalclub ADO Den Haag. De club kwam uit in de Eredivisie en eindigde op de vierde plaats. In het toernooi om de KNVB beker reikte de ploeg tot de kwartfinale. Hierin was AFC Ajax te sterk.

## Wedstrijdstatistieken

### Eredivisie
|       | Achilles '29 | AFC Ajax  | sc Heerenveen | PEC Zwolle | PSV       | SC Telstar | FC Twente |
| ----- | ------------ | --------- | ------------- | ---------- | --------- | ---------- | --------- |
| Thuis | 4 – 1        | 0 – 2     | 2 – 1         | 4 – 3      | 3 – 1     | 3 – 1      | 3 – 2     |
| Uit   | 0 – 4        | 1 – 1     | 2 – 1         | 0 – 1      | 3 – 3     | 1 – 2      | 3 – 0     |
|       | 0 – 5 (U)    | 1 – 0 (U) | 2 – 2 (T)     | 2 – 3 (U)  | 1 – 0 (T) | 1 – 7 (T)  | 0 – 2 (T) |

#### Kampioensgroep 1–4
|       | AFC Ajax | PSV   | FC Twente |
| ----- | -------- | ----- | --------- |
| Thuis | 0 – 1    | 2 – 1 | 1 – 2     |
| Uit   | 2 – 1    | 2 – 0 | 5 – 0     |

### KNVB beker
| Achtste finale                          | CTO Eindhoven                                                                                         | 2 – 5 (2 – 2)    | ADO Den Haag                                                                                    |  |
| Plaats: Eindhoven Genneper Sportparken  | Joëlle Smits 2', 18'                                                                                  | Wedstrijdverslag | 16' Lindsey Keizerweerd 44' Pia Rijsdijk 47' Mijke Roelfsema 70' Vesna Veltrop 90' Eline Koster |  |
| Kwartfinale                             | AFC Ajax                                                                                              | 6 – 2 (3 – 1)    | ADO Den Haag                                                                                    |  |
| Plaats: Amsterdam Sportpark De Toekomst | Loïs Oudemast 3', 8' Inessa Kaagman 25', 87' Desiree van Lunteren 61' Marjolein van den Bighelaar 89' | Wedstrijdverslag | 22', 58' Shanique Dessing                                                                       |  |

## Statistieken ADO Den Haag 2016/2017

### Eindstand ADO Den Haag Vrouwen in de Eredivisie 2016 / 2017
| Stand | Gespeeld | Gewonnen | Gelijk | Verloren | Punten | Doelpunten voor | Doelpunten tegen | Gele kaarten | Rode kaarten |
| ----- | -------- | -------- | ------ | -------- | ------ | --------------- | ---------------- | ------------ | ------------ |
| 4e    | 21       | 12       | 3      | 6        | 39     | 43              | 35               | 11           | 0            |

### Eindstand ADO Den Haag Vrouwen in de kampioensgroep 1–4 2016 / 2017
| Stand | Gespeeld | Gewonnen | Gelijk | Verloren | Punten | Doelpunten voor | Doelpunten tegen | Gele kaarten | Rode kaarten |
| ----- | -------- | -------- | ------ | -------- | ------ | --------------- | ---------------- | ------------ | ------------ |
| 4e    | 6        | 1        | 0      | 5        | 23     | 4               | 13               | 4            | 0            |

### Topscorers
| #      | Naam                | Goal |
| ------ | ------------------- | ---- |
| 1.     | Pia Rijsdijk        | 10   |
| 2.     | Victoria Pelova     | 7    |
| 3.     | Nadine Noordam      | 6    |
| 4.     | Marthe van Erk      | 5    |
| 5.     | Lindsey Keizerweerd | 4    |
| 5.     | Sharona Tieleman    | 4    |
| 6.     | Nance van der Meer  | 2    |
| 6.     | Mijke Roelfsema     | 2    |
| 6.     | Carmen Simonis      | 2    |
| 6.     | Michelle Vrieling   | 2    |
| 7.     | Jessie van Leeuwen  | 1    |
| 7.     | Priscilla Mesker    | 1    |
| 7.     | Yvette van der Veen | 1    |
| Totaal | Totaal              | 47   |

| #      | Naam                | Goal |
| ------ | ------------------- | ---- |
| 1.     | Shanique Dessing    | 2    |
| 2.     | Lindsey Keizerweerd | 1    |
| 2.     | Eline Koster        | 1    |
| 2.     | Pia Rijsdijk        | 1    |
| 2.     | Mijke Roelfsema     | 1    |
| 2.     | Vesna Veltrop       | 1    |
| Totaal | Totaal              | 7    |

### Kaarten
| #      | Naam                |    |
| ------ | ------------------- | -- |
| 1.     | Priscilla Mesker    | 5  |
| 2.     | Victoria Pelova     | 3  |
| 2.     | Yvette van der Veen | 3  |
| 3.     | Sabine Kuilenburg   | 2  |
| 4.     | Vesna Veltrop       | 1  |
| 4.     | Michelle Vrieling   | 1  |
| Totaal | Totaal              | 15 |

| #      | Naam        |   |
| ------ | ----------- | - |
| –      | Geen speler | 0 |
| Totaal | Totaal      | 0 |

| #      | Naam        |   |
| ------ | ----------- | - |
| –      | Geen speler | 0 |
| Totaal | Totaal      | 0 |

## Voetnoten
Achilles '29 · 
ADO Den Haag · 
Ajax · 
sc Heerenveen · 
PEC Zwolle · 
PSV · 
SC Telstar VVNH · 
FC Twente